# 张世超
张世超（1961年9月—），辽宁海城人，汉族，中国共产党党员。中华人民共和国政治人物、第十三届全国人民代表大会辽宁地区代表。

## 生平
2013年7月，任中共鞍山市委常委、秘书长；2016年3月，任鞍山市委常委，副市长。2018年1月至2019年1月，任鞍山市人大常委会主任。
2018年2月24日，当选为第十三届全国人大代表。